# Туялясский сельсовет
Туялясский сельсовет — упразднённое в 2006 году муниципальное образование в составе городского округа город Сибай.
Индекс: 453833. ОКАТО — 80443820000. ОКТМО — 80743000. Код ИФНС: 0267

## Состав сельсовета
Состояло из одного населенного пункта — села (бывший посёлок городского типа) Туяляс.

## История
Образован в 1998 году как Туялясский поссовет.
Закон Республики Башкортостан от 09.12.1998 N 198-з «Об образовании Туялясского поссовета города Сибая Республики Башкортостан» (принят Законодательной Палатой Государственного Собрания РБ 04.12.1998) гласит:

Статья 1. Отнести поселок Туяляс города Сибая Республики Башкортостан к категории поселков городского типа.
Статья 2. Образовать Туялясский поссовет города Сибая Республики Башкортостан, включив в его состав поселок городского типа Туяляс.

В 2004 году переименован в Туялясский сельсовет.
Закон Республики Башкортостан от 17 декабря 2004 г. N 125-з «Об изменениях в административно-территориальном устройстве Республики Башкортостан, изменениях границ и преобразованиях муниципальных образований в Республике Башкортостан» гласит:
Статья 1. «Изменения в административно-территориальном устройстве Республики Башкортостан», п.140
140. Отнести рабочий поселок Туяляс Туялясского поссовета города Сибая к категории сельского населенного пункта и установить тип поселения — село.

Отнести Туялясский поссовет к категории сельсовета с сохранением наименования «Туялясский».
Статья 2. «Изменения границ и преобразования муниципальных образований в Республике Башкортостан», п.2

2. Изменить наименования следующих муниципальных образований:
33) по городу Сибаю:
«Туялясский поссовет» на «Туялясский сельсовет»;

Упразднён 1 января 2006 года Законом Республики Башкортостан «Об упразднении органов местного самоуправления внутригородских муниципальных образований в Республике Башкортостан».

## Население
1062 человека по переписи 2002 года.